# Arthur Cantery
Johan Arthur Cantery, född 19 augusti 1897 i Piteå, död 1976, var en svensk konstnär. Han var son till lantbrukaren C. A. Carlson och Anna A. Isaksson.
Cantery studerade vid Konsthögskolan i Stockholm 1924 och företog därefter studieresor till bland annat Norge, Frankrike, Österrike, och Tyskland. Han ställde ut på Ekströms konsthall i Stockholm 1924 och den utställningen följdes upp med utställningar i Rom 1928, Göteborg 1933, Malmö 1939 och på åtskilliga platser från Trelleborg till Luleå.
Bland hans konst uppmärksammades porträtten av Gustav V, Nathan Söderblom, båda från 1931 och porträttet av professor Knut Lundmark från 1945. Hans konst består av porträtt, mariner, kustmotiv samt landskap från Västkusten, Italien och norrländska vinterlandskap, ofta med renhjordar.